# Hans Hattop
Hans Hattop (auch Hans Hattop der Jüngere; * 17. November 1924 in Bad Salzungen; † 5. August 2001 in Meiningen) war ein deutscher Maler und Grafiker.

## Leben und Werk
Hattop war ein Neffe des Malers Hans Hattop der Ältere (1883–1960). Er absolvierte eine Lehre als Bergmann. Danach nahm er ab 1942 als Soldat der Wehrmacht am Zweiten Weltkrieg teil, und er geriet bereits 1943 an der Westfront in Gefangenschaft. Dort begann er sein umgebendes Milieu in Handzeichnungen und Aquarellen künstlerisch zu erfassen.
Nach der Entlassung aus US-amerikanischer und britischer Kriegsgefangenschaft arbeitete er von 1948 bis 1951 als Bergmann in Bochum und bei der SDAG Wismut in Braunsdorf. Er zog dann nach Meiningen, wo er von 1951 bis 1954 als Bühnenbildassistent und Bühnenmaler am Meininger Theater arbeitete. Von 1954 bis 1955 hatte er eine Anstellung als Werbegrafiker. Obwohl er als Künstler Autodidakt war, begann er in Meiningen freischaffend zu arbeiten. Dabei wurde er von seinem Onkel und weiteren Meininger Malern unterstützt.
1955 wurde er in den Verband Bildender Künstler der DDR aufgenommen, dem er dann bis 1990 angehörte. Von 1969 bis 1974 war er Mitglied des Zentralvorstands und der Zentralen Sektionsleitung Maler/Grafiker des Verbands.
1958 hatte Hattop in den Meininger Museen seine erste Personalausstellung. Hattop war insbesondere Maler, Druckgrafiker, vor allem Lithograf, und Zeichner. Er bediente sich der Ölmalerei und später der Acryltechnik, die er mit Kreide, Farbstiften, Kugelschreiber und anderen Materialien kombinierte. Daneben arbeitete er in Aquarell und Pastell. Er schuf handwerklich perfekt Porträts, so 1958 von Eberhard Esche, Stillleben, Erotica, u. a. 1985 eine Serie zu erotischen Gedichten von Walter Werner, Stadtansichten und Bilder von Landschaften. Als Auftragsarbeiten schuf oder entwarf er weitere Werke wie Farbglasfenster, Wandgemälde, Brunnenanlagen und Stahlplastiken.
In der DDR erhielt Hattop Aufträge u. a. von der NVA und von Betrieben der Wismut. Hattop war ein überzeugter Vertreter des Sozialistischen Realismus. In seinem Essay „Mensch – Maschine – Malerei“ schrieb er: „Sozialistischer Inhalt plus meisterhafte Gestaltung ergibt qualitätsvolles Kunstwerk“.
Neben seiner künstlerischen Arbeit leitete Hattop von 1955 bis 1995 in Suhl einen Mal- und Zeichenzirkel und vor der deutschen Wiedervereinigung volkskünstlerische Zirkel bei der Volkspolizei in Suhl und der NVA in Meiningen.
Hattop starb nach schwerer Krankheit in seinem Haus in Meiningen und fand auf dem Parkfriedhof Meiningen seine letzte Ruhe. Der Nachlass Hattops befindet sich im Staatsarchiv Meiningen.

## Ehrungen

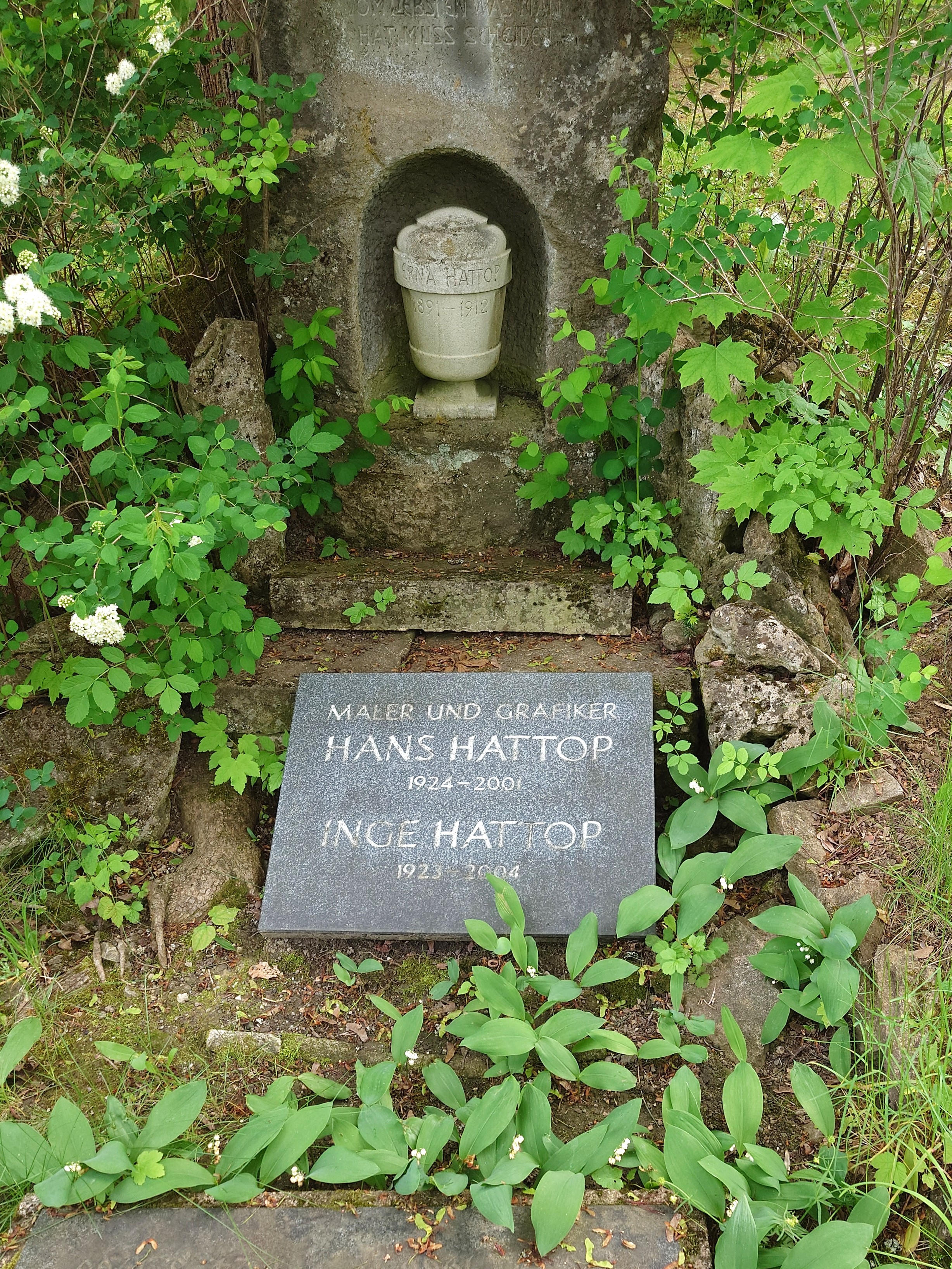
Hattops Grabstätte auf dem Parkfriedhof Meiningen

- 1963: Kunstpreis des Rates des Bezirks Suhl
- 1966: Medaille für vorbildlichen Grenzdienst
- 1968: Johannes-R.-Becher-Medaille
- 1970: Preis für künstlerisches Volksschaffen
- 1971: Verdienstmedaille der NVA
- 1979: Verdienstmedaille der DDR

## Öffentliche Sammlungen mit Werken Hattops (unvollständig)
- Chemnitz: Kunstsammlung der Wismut GmbH
- Gera: Otto-Dix-Haus[2][3]
- Saalfeld: Stadtmuseum[4]

## Vor der deutschen Wiedervereinigung entstandene Werke (Auswahl)

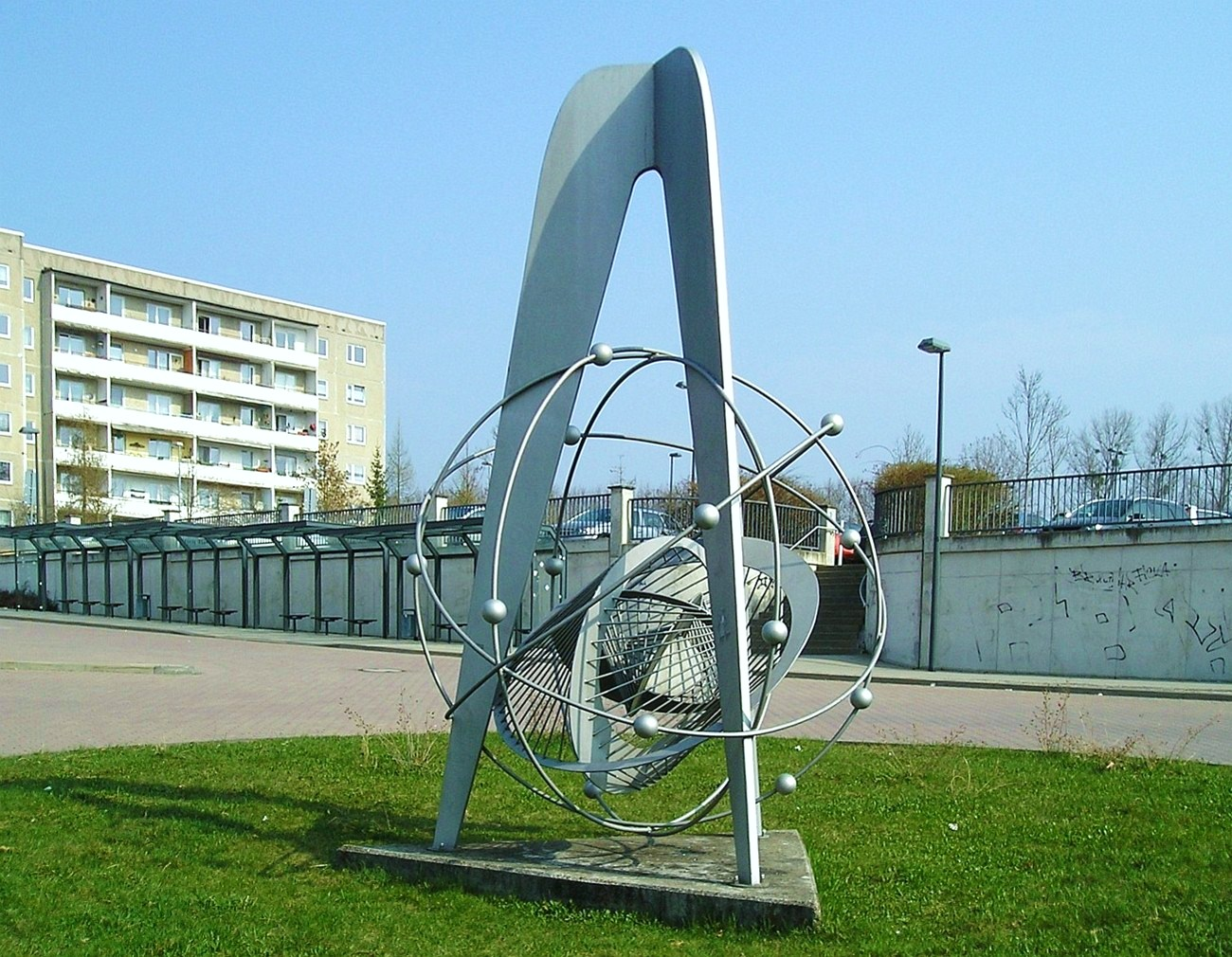
Die Plastik „Atomium“ von Hattop und Klaus Tenner stand einst vor dem Haupttor des Werkes Robotron Meiningen

### Malerei
- Kollege Plank (1950, Öl)[5][6]
- Bereit (vor 1959, Öl, 98 × 122 cm; auf der Vierten Deutschen Kunstausstellung)[7]
- Porträt des Kompaniechefs Major Stahl (1967, Öl; auf der VI. Deutschen Kunstausstellung)[8]
- Brigade am Bohrturm (1969, Öl, 200 × 130 cm)[9]
- Waffenbrüder (1970, Öl; auf der VII. Kunstausstellung der DDR)[10]
- Grenzsoldat und Kalikumpel (um 1970, Öl; auf der VII. Kunstausstellung der DDR)[11]
- Wismut (1971, Öl; Kunstsammlung der Wismut GmbH)[12]
- Der Kommandeur (1971, Öl, 238 × 158 cm)

### Druckgrafik
- Nationale Volksarmee (um 1962, Zyklus von Siebrucken; auf der Fünften Deutsche Kunstausstellung)
- Traum der Schwerelosigkeit (1978/1979, Zyklus von acht Lithografien)[13]
- Tänzerinnen (Lithografie, 59 × 29 cm)[14]
- Zwei Soldaten der Grenzbrigade der NVA (1982, Siebdruck, 40,5 × 54 cm)

### Entwürfe für baubezogene Werke und Werke im öffentlichen Raum
- Bleiglasfenster in der Kreisverwaltung Sonneberg (1964) und im Priesterseminar Erfurt (um 1985)[15]
- Wandgestaltungen in der Eingangshalle des Suhler Hotels Thüringen Tourist (1965) und im Vestibül des damaligen Universitätshochhauses Jena (1969–1972)[15]
- Atom-Modell (1970/1971, Metallplastik, vor dem heutigen Landratsamt in Meiningen; Ausführung durch den Metallgestalter Klaus Tenner)[15]

### Publizierter Essay
- Mensch, Technik. Mensch, Maschine, Malerei. In: Bildende Kunst, Berlin, 4/1965, S. 215

## Ausstellungen (unvollständig)

### Einzelausstellungen
- 1958: Meiningen, Meininger Museen
- 1989: Meiningen, Meininger Museen („Neue Arbeiten“)
- 1999 bzw. 2000: Oepfershausen, Kunststation Oepfershausen; Meiningen, Städtische Galerie Ada und Rhön-Rennsteig-Sparkasse („Hans Hattop – Im eigenen Auftrag. Druckgrafik, Zeichnung, 1942 – 1999“)

#### Postum
- geplant 2025: Meiningen, Obere Galerie im Schloss Elisabethenburg (Retrospektive zum 100. Geburtstag)[16]

### Gruppenausstellungen

#### Teilnahme an zentralen und wichtigen regionalen Ausstellungen in der DDR
- 1961: Berlin, Akademie der Künste („Junge Künstler. Malerei“)
- 1967 bis 1988: Dresden, VI. bis X. Kunstausstellung der DDR
- 1968: Halle/Saale, Staatliche Galerie Moritzburg („Sieger der Geschichte. Die Arbeiterpersönlichkeit in der bildenden Kunst der Deutschen Demokratischen Republik“)
- 1970: Berlin, Altes Museum („Im Geiste Lenins“)
- 1971: Berlin, Altes Museum („Das Antlitz der Arbeiterklasse in der bildenden Kunst der DDR“)
- 1971 bis 1984: Suhl, vier Bezirkskunstausstellungen
- 1986/1987: Suhl („Das sicher sei, was uns lieb ist“. Ausstellung zum 40. Jahrestag der Gründung der Grenztruppen der DDR)

#### Postum
- 2013/2014: Chemnitz, Neue Sächsische Galerie; Gera, Orangerie („Schicht im Schacht. Die Kunstsammlung der Wismut – eine Bestandsaufnahme“)